# Gregor Traber
Gregor Traber (Tettnang, 2 dicembre 1992) è un ostacolista tedesco.

## Biografia
La sua società è lo VfB Stuttgart. Ha rappresentato la Germania ai Giochi olimpici di Rio de Janeiro 2016, dove si è classificato nono nei 110 metri ostacoli.
Alle World Athletics Relays di Slesia 2021 ha vinto la medaglia d'oro nella staffetta a ostacoli mista, gareggiando con Monika Zapalska, Erik Balnuweit e Anne Weigold nella modalità shuttle.

## Palmarès
| Anno | Manifestazione  | Sede           | Evento             | Risultato  | Prestazione | Note |
| ---- | --------------- | -------------- | ------------------ | ---------- | ----------- | ---- |
| 2009 | Mondiali U18    | Bressanone     | 110 m hs           | 5º         | 13"74       |      |
| 2009 | Mondiali U18    | Bressanone     | Salto triplo       | 7º         | 15,24 m     |      |
| 2010 | Mondiali U20    | Moncton        | 110 m hs           | Semifinale | 13"92       |      |
| 2012 | Mondiali indoor | Istanbul       | 60 m hs            | Batteria   | 7"83        |      |
| 2012 | Europei         | Helsinki       | 110 m hs           | Semifinale | 13"62       |      |
| 2013 | Europei U23     | Tampere        | 110 m hs           | Bronzo     | 13"66       |      |
| 2014 | Mondiali indoor | Sopot          | 60 m hs            | 5º         | 7"56        |      |
| 2014 | Europei         | Zurigo         | 110 m hs           | Semifinale | 13"56       |      |
| 2015 | Mondiali        | Pechino        | 110 m hs           | Semifinale | 13"37       |      |
| 2016 | Europei         | Amsterdam      | 110 m hs           | Semifinale | 13"66       |      |
| 2016 | Giochi olimpici | Rio de Janeiro | 110 m hs           | Semifinale | 13"43       |      |
| 2018 | Europei         | Berlino        | 110 m hs           | 5º         | 13"46       |      |
| 2021 | World Relays    | Chorzów        | Staffetta hs mista | Oro        | 56"53       |      |
| 2021 | Giochi olimpici | Tokyo          | 110 m hs           | Batteria   | 13"65       |      |
| 2022 | Mondiali indoor | Belgrado       | 60 m hs            | Semifinale | 7"67        |      |
| 2022 | Mondiali        | Eugene         | 110 m hs           | Batteria   | 13"81       |      |
| 2022 | Europei         | Monaco         | 110 m hs           | Semifinale | 13"72       |      |